# Отр (река)
Отр (фр. Authre) — река во Франции, протекающая в Центральном массиве, в департаменте Канталь. Вместе с рекой Жордан является одним из двух крупнейших притоков реки Сер, впадающей в Дордонь. 
Протяженность реки составляет 42 км.

## Этимология
Название реки, как и название коммуны Итрак, имеет кельтское происхождение и происходит от названия галльского пага Artintia (как и Artense) или Actarentia, что означает «долина медведей», название страны, засвидетельствованное в 930 году в картулярии Конка.

## География
Река Отр берёт начало на высоте более 1000 м в Бертайе, к северу от Уада, в коммуне Лассель, в 3 км к юго-юго-западу от перевала Коль-де-Легаль в Центральном массиве, в регионе Овернь — Рона — Альпы, в горном массиве Канталь, в юго-западной части Регионального природного парка «Вулканы Оверни».
Отр течёт преимущественно с северо-востока на юго-запад.
Река проходит под дорогами департамента (RD) 35, затем под RD 59, прежде чем пересечь деревню Веркюэр. Затем она протекает к югу от деревни Лароквьей и вторично проходит под RD 59 в Марманьяке. Справа в неё впадает ручей Обеспейр, проходит под RD 922 к северу от Жюссака и принимает на правом берегу ручей Котрюн, свой главный приток. Река снова пересекается RD 59, слева в неё впадает река Байс (другое название ручья Рейагет), течёт к западу от Носеля, проходит под RD 52, затем под RD 120. Слева она принимает ручей Вейрьер, проходит под RD 253 к северу от Итрака, с левого берега принимает ручей Китивье, затем проходит под RD 53 и 64.
Над Отром проходит железнодорожная линия, за 2,5 км до устья река впадает в озеро Сент-Этьен-Кантале, где по мосту Пон-де-ла-Мари его пересекает дорога RD 18. С севера река огибает Лакапель-Вьекан и впадает в Сер через километр на высоте 517 м.

## Галерея
- Река Отр
- В Итраке
- В Лароквьей
- В Лароквьей
- В Марманьяке